# جوزيف دوغواي
جوزيف دوغواي هو سياسي كندي، ولد في 27 أبريل 1816 في Centre-du-Québec ‏ في كندا، وتوفي في 2 أغسطس 1891. نشط حزبياً في حزب كندا المحافظ. وقد انتخب عضو مجلس العموم الكندي.